# Goethe-Haus
Goethe-Haus (”Goethehuset”) är ett hus i Frankfurt am Main på adressen Grosser Hirschgraben 23. 
Huset är mest känt för att författaren Johann Wolfgang von Goethe föddes där samt att det finns ett Goethemuseum inrymt där.

## Bakgrund
Huset köptes av Johann Wolfgangs farmor Cornelia 1733. Eftersom hon var änka bodde hon ensam i huset med sin son Johann Caspar. Denne, som utbildat sig till jurist, återvände till Frankfurt 1741 och blev anställd som kejserligt råd. Han gifte sig med Catharina Elisabeth Textor 1748 och året därpå föddes Johann Wolfgang i huset och 1750 hans syster Cornelia. Vid denna tid bestod Goethehuset egentligen av två sammanbyggda hus med olika höjd och det var inte förrän efter en ombyggnad 1755 som huset fick sitt nuvarande utseende med den enhetliga barockfasaden mot Grosser Hirschgraben. 
Johann Wolfgang växte upp i huset, men lämnade Frankfurt 1765 för att studera juridik i Leipzig. Hans far Johann Caspar dog 1782 och 1795 sålde hans mor Catharina Elisabeth huset, som därmed lämnade släkten.
Byggnaden inköptes och restaurerades 1863 av den av geologen Otto Volger 1859 stiftade föreningen Freie Deutsche Hochstift für Wissenschaften, Künste und allgemeine Bildung. Den 22 mars 1944 totalförstördes huset under ett bombanfall men byggdes upp igen 1947-1951 och sedan 1954 finns ett museum inrymt i det.